# Ron Previte

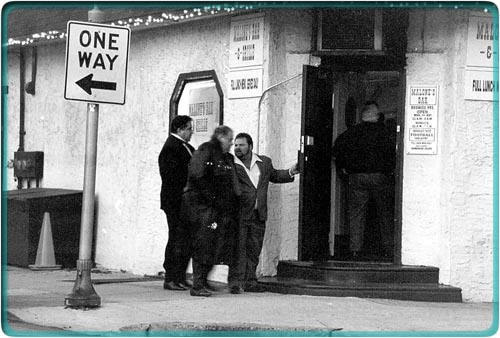
Ron Previte (Mitte) auf einem FBI-Überwachungsfoto

Ronald „Big Ron“ Previte (* 1943 in Philadelphia; † 21. August 2017 im Galloway Township, South Jersey)
war ein korrupter Polizeibeamter aus Philadelphia und Mitglied der Bruno-Familie der amerikanischen Cosa Nostra, während er als FBI-Informant tätig war und später Kronzeuge wurde.

## Leben

### Frühe Jahre
Previte wurde 1943 als Sohn eines sizilianisch-amerikanischen Vaters und einer neapolitanisch-amerikanischen Mutter in West-Philadelphia geboren und wuchs in Hammonton (New Jersey) auf. Seine Vorbilder waren Gangster aus der Nachbarschaft und laut eigenen Angaben stahl er bereits mit 14 Jahren das erste Auto.

### Korruption im Amt
Nachdem er aus dem Vietnamkrieg zurückgekehrt war und die United States Air Force verlassen hatte, schloss Previte sich im Alter von 25 Jahren der Polizei in Philadelphia an und wurde ein korrupter Beamter, da auch die meisten seiner Arbeitskollegen bestechlich waren. Previte lernte schnell, wie man Gangster erpresst und zu seinem regulären Gehaltsscheck eine goldene Nase dazu verdienen kann. Zu dieser Zeit betätigte er sich auch als Buchmacher. Nach 12 Jahren seiner korrupten Karriere bei der Polizei, wurde allmählich Verdacht über seine Machenschaften geschöpft und bevor sein Handeln Konsequenzen haben konnte, verließ er den Polizeidienst und ging nach Atlantic City (New Jersey).

### Atlantic City
Ab 1981 arbeitete er in Atlantic City als Wachmann im Tropicana Casino & Resort und stahl laut eigenen Angaben mit Komplizen in dessen Lagerhaus über längere Zeit, Waren im Wert von Millionen Dollar. Auch während dieser Zeit verdiente er Geld als Buchmacher und versorgte zudem Casino-Kunden mit Drogen und Prostituierten.
Bald geriet er durch seine kriminellen Machenschaften in das Visier der Mafia von Philadelphia, welche eine Nebenstelle in New Jersey hatte und von ihm einen Anteil von seinen Geschäften in ihrem Revier forderte; Previte willigte ein.
Im Jahr 1986 wurde er von der New Jersey State Police verhaftet. Man bot ihm an, die Anklage unter den Tisch fallen zu lassen, wenn er im Gegenzug für die Dienststelle als Spitzel fungieren würde. Im Laufe der nächsten 5 Jahre lieferte er der Polizei diverse Namen und Informationen über das örtliche Verbrechen.

### Verdeckt im inneren Kreis der Mafia
Aufgrund seiner guten Tätigkeit als Buchmacher wollte Bruno-Mafiaboss namens „John“ Stanfa Previte persönlich kennenlernen und bevor es zu einem Treffen kam, wurde er vom FBI als Informant angeworben, um Informationen über Stanfa und seine Organisation zu liefern. Innerhalb kürzester Zeit arbeitete er sich in den inneren Kreis der Mafia-Familie vor und wurde trotz dessen, dass es laut eigenen Angaben kein Aufnahmeritual gegeben hatte, im Jahr 1993 offizielles Mitglied der Mafia.
Im Jahr 1994 wurden Stanfa und 23 weitere Bruno-Angehörige verhaftet und unter Anklage gestellt. Previte handelte mit dem FBI erfolgreich den Deal aus, sich fortan verkabeln zu lassen und im Prozess auszusagen, wenn er im Gegenzug eine halbe Million Dollar erhalten würde.
Während des Regimes von Ralph „Mr. Bigmouth“ Natale, dem neuen Oberhaupt der Familie, steigt Previte zum Capo auf und verkauft für Natale Methamphetamin. Später wird auch Natale durch die Mithilfe von Previte verhaftet.
Im Sommer 1999 wurde Previte vom FBI von seiner Arbeit als Informant abgezogen und sagte im Jahr 2001 vor Gericht gegen die Mafiosi aus, gegen die er über viele Jahre Beweise sammelte. Previte selbst beschloss, nicht am Zeugenschutzprogramm teilzunehmen, und ließ sich in einem nicht weit von Hammonton entfernten Ort nieder, in dem er bis zu seinem Tod lebte.

### Letzte Jahre
In einer im Jahr 2015 veröffentlichten Dokumentation behauptete Previte, nach all der Zeit, keineswegs geläutert und noch immer ein aktiver Buchmacher zu sein.
Ronald „Big Ron“ Previte starb am 21. August 2017 im Alter von 73 Jahren eines natürlichen Todes in einem Krankenhaus im Galloway Township durch einen Herzinfarkt.

## Filme und Dokumentationen
- 2015: The Mafia with Trevor McDonald; Zweiteilige Dokumentarserie über die amerikanischen Cosa Nostra.
- 2012: Das Gesetz der Straße: Geständnisse der Mafia; Einstige Mafia-Informanten der Bruno-Familie, der Gambino-Familie, der Colombo-Familie und dem Chicago Outfit, berichten in dieser 6-teiligen Dokureihe über ihr früheres Leben bei der italo-amerikanischen Mafia.
- 2008: Die 10 Gebote der Mafia; Ein von Wall to Wall Media produzierter Dokumentarfilm des Senders Discovery Channel, über einen schriftlich niedergelegten Verhaltenskodex der Cosa Nostra, der im November 2007 entdeckt wurde.